# Maurice Druon
Maurice Druon, właśc. Maurice Kessel (ur. 23 kwietnia 1918 w Paryżu, zm. 14 kwietnia 2009 tamże) – francuski pisarz i polityk, członek Akademii Francuskiej, Kawaler Krzyża Wielkiego Legii Honorowej, Kawaler Komandor Orderu Imperium Brytyjskiego.

## Życiorys
W młodości Druon uczęszczał do prestiżowego Lycée Louis-le-Grand w Paryżu. W 1940 uczestniczył w walkach z Niemcami. Po upadku Francji, opuścił nielegalnie ojczyznę i poprzez Hiszpanię oraz Portugalię przedostał się do Wielkiej Brytanii, gdzie podjął współpracę z Komitetem Wolnej Francji. Druon jest bliskim krewnym pisarza Josepha Kessela (w latach 1962–1979 również będącego członkiem Akademii, zasiadał na 27. fotelu), z którym napisał francuską wersję słów rosyjskiej piosenki Chant des Partisans, do muzyki Anny Marly, która stała się hymnem francuskiego ruchu oporu podczas II wojny światowej.
Po zakończeniu wojny poświęcił się twórczości literackiej oraz działalności politycznej. W 1948 został uhonorowany Nagrodą Goncourtów za powieść Les grandes familles. 8 grudnia 1966 został wybrany na członka Akademii Francuskiej w miejsce zmarłego Georges’a Duhamela, gdzie zasiadł na 30. fotelu. W latach 1973–1974 pełnił urząd ministra kultury Francji w rządzie Pierre’a Messmera, następnie był deputowanym do Zgromadzenia Narodowego z okręgu paryskiego (1978–1981), natomiast od 1979 do 1984 deputowanym do Parlamentu Europejskiego.
Druon najbardziej znany jest jako autor powieści historycznych, przede wszystkim zaś siedmiotomowego cyklu Królowie przeklęci (Les rois maudits), którego akcja osadzona jest od czasów panowania ostatnich Kapetyngów do początków wojny stuletniej. Innym znanym dziełem pisarza jest powieść Aleksander Wielki (Alexandre le Grand) opowiadającą dzieje starożytnego zdobywcy z perspektywy nadwornego wieszczbiarza i czarnoksiężnika, Aristandra z Telmessos. W twórczości pisarza zwraca uwagę kunsztowna narracja i nieszablonowe rozwiązania fabularne, oparte zarówno na wiedzy historycznej, jak również wykorzystujące motywy okultystyczne, legendarne oraz sensacyjne, będące częścią europejskiego dziedzictwa historycznego i kulturowego.
Druon był kawalerem odznaczeń państwowych Argentyny, Belgii, Brazylii, Francji, Grecji, Włoch, Libanu, Maroka, Meksyku, Monako, Portugalii, Rosji, Senegalu, Tunezji, Wielkiej Brytanii oraz zakonu joannitów.
Cykl Królowie przeklęci był dwukrotnie adaptowany na potrzeby serialu telewizyjnego. Po raz pierwszy ekranizacji dokonała francuska telewizja w latach 1972–1973, natomiast w 2005 powstał remake serialu w koprodukcji francusko-włoskiej, w którym wystąpili Philippe Torreton i Jeanne Moreau.

## Wybrane ważniejsze dzieła
- Les grandes familles (1948–1951, 3 tomy):
  - Les Grandes Familles (1948)
  - La Chute des corps (1950)
  - Rendez-vous aux enfers (1951)
- Królowie przeklęci (Les rois maudits 1955-1960/1977, 7 tomów):
  - Król z żelaza (Le Roi de fer, 1955)
  - Zamordowana królowa (La Reine étranglée, 1955)
  - Trucizna królewska (Les Poisons de la couronne, 1956)
  - Prawo mężczyzn (La Loi des mâles, 1957)
  - Wilczyca z Francji (La Louve de France, 1959)
  - Lew i lilie (Le Lis et le Lion, 1960)
  - Kiedy król gubi kraj (Quand un Roi perd la France, 1977)
- Aleksander Wielki (Alexandre le Grand, 1958)
- Mémoires. L’aurore vient du fond du ciel (2006, wspomnienia)

## Dorobek Druona w kolejności chronologicznej
- Mégarée, pièce en trois actes, créée au Grand Théâtre de Monte-Carlo (1942)
- Le Sonneur de bien aller (1943, nowela)
- Préface au Silence de la mer (1943)
- Le Chant des Partisans (z Josephem Kesselem, 1943)
- Lettres d’un Européen, essai (1944)
- La Dernière Brigade, roman (1946)
- Ithaque délivrée, poème dramatique traduit de l’anglais ; d’après The Rescue d’Edward Sackville-West (1947)
- Les Grandes Familles (1948)
- La Chute des corps (Les Grandes Familles, II, 1950)
- Rendez-vous aux enfers (Les Grandes Familles, III, 1951)
- Remarques (1952)
- Un voyageur, comédie en un acte, au répertoire de la Comédie française (1953)
- Le Coup de grâce, mélodrame en trois actes (z Josephem Kesselem, 1953)
- La Volupté d’être, roman (1954)
- Król z żelaza (Le Roi de fer)- Królowie przeklęci t. I (Les Rois maudits, I, 1955)
- Zamordowana królowa (La Reine étranglée)- Królowie przeklęci t. II (Les Rois maudits, II, 1955)
- Trucizna królewska (Les Poisons de la couronne)- Królowie przeklęci t. III (Les Rois maudits, III, 1956)
- L’Hôtel de Mondez (1956- nowela)
- Prawo mężczyzn (La Loi des mâles)- Królowie przeklęci t. IV (Les Rois maudits, IV, 1957)
- Tistou les pouces verts (1957)
- Aleksander Wielki (Alexandre le Grand, 1958)
- Wilczyca z Francji (La Louve de France)- Królowie przeklęci t. V (Les Rois maudits, V, 1959)
- Lew i lilie (Le Lis et le Lion)- Królowie przeklęci t. VI (Les Rois maudits, VI, 1960)
- Des Seigneurs de la plaine à l’hôtel de Mondez (1962 – zbiór opowiadań)
- Théâtre – Mégarée, Un voyageur, La Contessa (1962)
- Les Mémoires de Zeus (1963)
- Bernard Buffet, essai (1964, esej)
- Paris, de César à Saint Louis (1964 – esej historyczny)
- Le Pouvoir, notes et maximes (1965)
- Les Tambours de la mémoire (1965)
- Les Rois maudits, roman historique (6 tomów, 1966)
- Les Mémoires de Zeus, II, roman historique (1967)
- Le Bonheur des uns, nouvelles (1967)
- Vézelay, colline éternelle (1968)
- L’Avenir en désarroi, essai (1968)
- Grandeur et signification de Leningrad (1968)
- Lettres d’un Européen et Nouvelles Lettres d’un Européen, 1943-1970 (1970, esej)
- Splendeur provençale (1970)
- Une Église qui se trompe de siècle (1972)
- La Parole et le Pouvoir (1974)
- Œuvres complètes (25 tomów niepublikowanych materiałów, 1977)
- Kiedy król gubi kraj (Quand un Roi perd la France) – Królowie przeklęci t. VII (Les Rois maudits, VII, 1977)
- Attention la France ! (1981)
- Réformer la démocratie (1982)
- La Culture et l’État (1985)
- Vézelay, colline éternelle, nouvelle édition (1987)
- Lettre aux Français sur leur langue et leur âme (1994)
- Circonstances  (1997)
- Circonstances politiques, 1954-1974 (1998)
- Le bon français (1999)
- Circonstances politiques II, 1974-1998 (1999)
- La France aux ordres d’un cadavre (2000)
- Ordonnances pour un État malade (2002)
- Le Franc-parler (2003)
- Mémoires. L’aurore vient du fond du ciel (2006)